# Ян III из Рожмберка
Ян III из Рожмберка (чеш. Jan III. z Rožmberka; 24 ноября 1484 — 29 февраля 1532) — средневековый южночешский феодал из влиятельного аристократического рода панов из Рожмберка, генеральный приор Чешской провинции ордена иоаннитов с 1511 года, владарж Рожмберкского дома с 1526 года. Кроме того, в 1519—1531 годах занимал должность гетмана Прахеньского края. Осуществил масштабную перестройку Страконицкого замка, включая костёл Святого Прокопа, в стиле архитектуры Возрождения.

## Происхождение и молодые годы
Ян III из Рожмберка был вторым сыном владаржа Рожмберкского дома Вока II из Рожмберка и Маркеты из Гутштейна. Кроме Яна в семье было ещё пятеро детей: Йиндржих VI, Йиндржих VII, Йошт III, Петр V и Сидония. Согласно «Рожмберкской хронике» Вацлава Бржезана, Ян III родился 24 октября 1484 года. По другим данным, он родился 24 ноября того же года. Отец Яна в 1480 году оказал ордену иоаннитов определённую помощь в войне с турками-османами, за что был принят в состав ордена и получил право избрать себе для последних минут жизни исповедника-иоаннита.

## Генеральный приор иоаннитов
Ян из Рожмберка стал членом страконицкого конвента чешского приората ордена рыцарей Святого Иоанна Иерусалимского (ордена госпитальеров или иоаннитов), вероятно, ещё в молодости. По всей видимости, Ян какое то время провёл на Родосе, после чего был назначен в Страконице коадъютором при престарелом генеральном приоре чешского приората иоаннитов Яне из Швамберка.
Переговоры между домом Рожмберков и великим магистром ордена иоаннитов Эмери д’Амбуазом о назначении Яна III из Рожмберка преемником генерального приора Яна из Швамберка начались ещё в 1506 году и ознаменовались преподнесением в дар великому магистру большой серебряной чаши. В том же году Ян был посвящён в рыцари ордена, утверждён в качестве следующего генерального приора Чешской провинции иоаннитов и назначен коадъютором при Яне из Швамберка. В соответствующей грамоте великого магистра упоминается о неком соглашении между Рожмберками и орденом иоаннитов, в соответствии с которым Ян III был избран следующим главой приората ордена в Чехии. В сохранившейся грамоте генерального приора от 1508 года подпись Яна из Рожмберка уже стояла второй после подписи Яна из Швамберка.
Ян III из Рожмберка фактически занял должность генерального приора Чешской провинции ордена иоаннитов в 1510 году, когда умер или отошёл от дел старый и немощный Ян из Швамберка. Первое, с чем пришлось столкнуться Яну в новой должности, было плачевное финансовое положение орденских владений, вызванное общим экономическим кризисом в королевстве, продолжавшимся со времён гуситских войн. Для пополнения орденской казны Ян первым делом распродал принадлежавшие ордену мясные лавки в Страконице. В следующем году, 19 ноября 1511 года, решением великого магистра ордена Ян из Рожмберка был официально утверждён в должности, правда, не пожизненно, а сроком на 10 лет. Главным условием назначения Яна III на этот пост стало скорейшее погашение образовавшейся при Яне из Швамберка внушительной задолженности чешского приората по ежегодным взносам в казну ордена на Родосе, размер которой составил 700 дукатов. Ян III добился передачи ему наследства Яна из Швамберка, на получение которого имела право казна ордена иоаннитов, благодаря чему уже в 1512 году ему удалось выплатить 300 дукатов, а в 1517 году ещё 300 венгерских флоринов в счёт погашения задолженности по взносам в орденскую казну. При этом новому генеральному приору удавалось без задержек выплачивать регулярные взносы в казну ордена в размере 100 дукатов в год.
Необходимость оперативно погасить задолженность предыдущего генерального приора и регулярно вносить достаточно крупные ежегодные взносы в орденскую казну, что было крайне важно для Родоса в ситуации войны с Османской империей, вынудило Яна из Рожмберка искать нестандартные источники доходов для чешского приората иоаннитов. Кроме распродажи страконицких мясных лавок, Ян III ввёл в практику взимание внушительных штрафов и залогов за разного рода правонарушения в принадлежащих приорату землях, к примеру, в 1515 году он освободил из заключения некую женщину под залог в 100 коп чешских грошей, в том же году с брненского комтура Йиржи Флорстета, обвинённого в присвоении десятины, были взысканы судебные издержки в размере 22 венгерских флоринов 25 денариев, а в 1532 году было взыскано 60 коп чешских грошей с браконьеров, пойманных в принадлежавших приорату лесах. Кроме этого, продолжалась продажа имений приората горожанам.
Другим достижением Яна из Рожмберка стало возвращение в 1517 году под юрисдикцию чешского приората ордена трёх австрийских коменд иоаннитов с центрами в Вене, Фюрстенфельде и Меллинге, которые неправомерно находились во владении прецептора Кристофа фон Вальденера из германского приората ордена.
Ян III в 1511 году уступил часть своих доходов в пользу страконицкой коменды ордена, на территории которой проводил большую часть своего времени, используя приора страконицкого конвента в качестве своего дипломатического посланца. Стараниями Яна из Рожмберка приор страконицкой коменды в 1512 году получил от папы римского право при проведении святой мессы облачаться в митру и опираться на посох. До того времени данной привилегией в чешском приорате обладал лишь приор Малостранской коменды в Праге. Эта привилегия была дарована папой на период до восстановления разрушенной пражской коменды.
Ян уделял большое внимание хозяйственному развитию Страконицкого панства, особенно добыче серебра в раоне Сушице и Клатови. Под влиянием своего дяди Петра IV из Рожмберка, уделявшего большое внимание развитию в своих владениях прудового рыбоводства, Ян из Рожмберка основал в Страконице рыбный пруд (чеш. rybník). В качестве компенсации за затопленные территории Ян III, являвшийся в качестве генерального приора ордена духовным сеньором города Страконице, в 1512 году пожаловал городу право ежегодно свободно выбирать себе рихтаржа, который затем лишь утверждался в должности приором. Он также поддержал местные установления, касающиеся развития пивоварения, в соответствии с которыми, в Страконице надлежало разливать пиво только местного производства и лиши при недостаточности его для удовлетворения спроса горожан можно было продавать пиво, завезённое извне; с каждой проданной бочки пива в городскую казну следовало уплачивать один грош. Кроме того, Ян III отменил обязанность города оплачивать услуги палача, перенеся её на страконицкую коменду. По просьбе горожан генеральный приор изменил процедуру обжалования судебных решений: ранее апелляция должна была направляться вначале в Гораждёвице, а оттуда в Старе-Место, теперь же жалобы можно было подавать напрямую в Прагу. В 1521 году Ян из Рожмберка даровал Страконице привилегию возводить городские стены, крепостные башни, ворота и водные рвы. В 1532 году Ян III из Рожмберка пожаловали Страконице городской герб: на фоне городских укреплений два щита, на одном из которых изображён крест иоаннитов, на другом — роза Рожмберков.
Ян из Рожмберка начал масштабную перестройку Страконицкого замка в ренессансном стиле, в ходе которой, помимо прочего, была возведена новая замковая башня с эркерами, получившая название Еленка, в которой был устроен банкетный зал для пиров после охоты на оленей. До наших дней сохранились фрагменты внутренних настенных росписей Еленки, в которых присутствует родовой герб панов из Рожмберка — красная пятилистная роза на белом фоне. Замковый костёл Святого Прокопа получил новые своды.
В отличие от своего предшественника, Ян из Рожмберка пользовался покровительством короля Владислава II Ягеллонского, в затем и короля Фердинанда I Габсбургского, особенно, во время нарастания османской угрозы в регионе. В своих родовых имениях Ян организовал воинские сборы для оказания военной помощи Фердинанду I в войне против турок. Во главе рожмберкских сил Ян III поставил гетмана Цинишпана из Гершлака, который и сообщил ему о военных событиях у Вены в 1529 году. Самолично Ян из Рожмберка в сражениях Фердинанда Габсбургского с турками не участвовал.

## Гетман Прахеньского края
В 1519 году Ян III занял должность гетмана Прахеньского края, а в 1528 году вторым гетманом края вместе с ним был назначен Цтибор Ржепицкий из Судомержа. Не имея достаточного времени и сил, а под конец жизни и здоровья, Ян III старался не так часто посещать Прагу, как этого требовали его должностные обязанности — часть его полномочий были доверены его представителям. В 1531 году Ян сложил с себя полномочия краевого гетмана, после чего король Фердинанд I назначил на эту должность его брата Йошта III. Ян однако воспротивился этому решению и написал королю, что по семейной традиции должность гетмана Прахеньского края может занимать только старший в роду Рожмберков, носящий титул владаржа Рожмберкского дома.
Одной из основных обязанностей краевого гетмана был сбор берны — прямого налога, взимался по особым случаям и поступал в королевскую казну. Одним из таких налогов стала введённая в 1527 и в 1530 годах «турецкая берна» на обеспечение войны с турками-османами, вызвавшая глухое недовольство среди чешских сословий. Сам Ян оказался не в состоянии сразу уплатить турецкую берну в размере 1170 коп грошей, так что стал в 1530 году объектом специального разбирательства со стороны королевской налоговой комиссии. Другой задачей Яна в должности гетмана стало проведение объявленных королём краевых военных сборов, также направленных на ведение войны с турками и тоже вызвавших протесты сословий.
В полномочия Яна как краевого гетмана входила также организация борьбы с фальшивомонетничеством. К примеру, в 1530 году был пойман подозреваемый в этом преступлении в городе Сушице. Город отказался выдать его гетману Яну из Рожмберка, намереваясь наказать преступника самостоятельно, однако Ян добился от высочайших гетманов королевства передачи ему подозреваемого, после чего заточил его в темнице Страконицкого замка. Через некоторое время Ян освободил подозреваемого, поскольку тому удалось доказать свою невиновность. Кроме того, в качестве гетмана Ян надзирал за исполнением королевских указов относительно таможенных пошлин и когда в 1527 году король Фердинанд I обязал платить таможенные пошлины города Прахеньского края, а также Крумлов, Яну было предписано принудить их к исполнению данного указа.

## Борьба за рожмберкское наследство
В 1519 году стареющий и болезненный владарж Рожмберкского дома Петр IV из Рожмберка решил отойти от дел и уведомил своих племянников о желании отказаться от титула владаржа, указав в качестве своего преемника Яна III. Братья Яна воспротивились этому решению, в частности, из-за того, что Ян III являлся членом монашеского рыцарского ордена и по причине принятого на себя целибата не мог иметь потомков. В том же году в Воднянах было заключено соглашение о разделе рожмберкской доминии между Петром IV и его племянниками, при этом последние обязались после его смерти прислушиваться к мнению их старшего брата Яна III. В том же году соглашение было записано в земские доски. Для раздела между тремя младшими братьями была предназначена восточная часть рожмберкских владений, в состав которой входили Тршебоньское, Миличинское, Хоустницкое и Собеславское. Яну III в качестве удела было определено Гельфенбуркское панство, которым Ян фактически владел с 1507 года. Согласно Вацлаву Бржезану, в то время Яну III принадлежали также панства Гусинец и Заблати. Каждый брат также получил свою часть фамильных сокровищ, хранившихся в Крумловском замке.
Согласно завещанию Петра IV из Рожмберка, умершего 9 октября 1523 года, большая часть рожмберкской доминии, включая Гельфенбуркское, Рожмберкское и Новоградское панства, а также титул владаржа передавалась его любимому племяннику Яну III из Рожмберка с условием, что он вернёт некоторые владения, ранее конфискованные у нескольких монастырей. Завещание содержало условие, ставшее главной причиной конфликта между Яном и его братьями: в случае смерти Яна III и отсутствия у него потомков унаследованные им фамильные владения Рожмберков должны были быть разделены между панами Зденеком Львом из Рожмиталя, Яном из Швамберка, Криштофом I из Швамберка, Яном Голицким из Штернберка и Ганушем из Гардека.
В развернувшейся после смерти Петра IV борьбе за его наследство и титул владаржа между Яном и его братом Йиндржихом VII каждый стремился заручиться влиятельными сторонниками. Поскольку Йиндржих состоял в дружеских отношениях с королевой Марией, король Людвик Ягеллонский также занял его сторону и в 1524 году потребовал от Яна вернуть брату неправомерно, по его мнению, полученные после смерти Петра IV рожмберкские владения. Кроме того, сторонником Йиндржиха и его младших братьев стал высочайший гетман Чешского королевства князь Карел I Минстерберкский, который по их просьбе воспрепятствовал внесению завещания Петра IV в земские доски. В итоге конфликт между братьями дошёл до применения насилия. Йиндржих пригласил Яна к себе в Тршебоньский замок на пир и когда ночью Ян заснул братья, как говорится в источниках, напали на него и душили подушкой до тех пор, пока он не согласился отдать им унаследованные от Петра IV рожмберкские владения. После этого Ян III ещё какое то время находился в заточении у Йиндржиха. Единственный свидетель произошедшего, канцлер Вацлав из Ровнего, удерживался Йиндржихом в заточении три четверти года.
В сентябре 1524 года Йирджих и Ян всё же пришли к некому соглашению, по которому Ян III уступил Йиндржиху резиденцию рожмберкских владаржей в Крумловском замке, а сам вернулся в свою орденскую ставку в Страконицком замке. Ян фактически самоустранился от продолжения спора с братьями по поводу наследства их дяди, однако вместо него в спор с младшими Рожмберками активно включился высочайший бургграф Зденек Лев из Рожмиталя, который при помощи военной силы и земского суда решил заставить Йиндржиха из Рожмберка исполнить завещание Петра IV. В развернувшемся конфликте Ян из Рожмберка в итоге занял сторону своих братьев.
После смерти Йиндржиха в августе 1526 года Ян III встал во главе Рожмберкского дома и принял титул владаржа. Теперь Яну пришлось продолжать спор о наследстве Петра IV со Зденеком Львом из Рожмиталя, с которым началась затяжная тяжба. После смерти короля Людвика Зденек Лев заручился поддержкой баварских герцогов, которые пообещали передать ему рожмберкские владения в случае избрания одного из них на чешский престол. После избрания в 1526 году чешским королём Фердинанда Габсбургского, которого поддерживал Ян из Рожмберка, новый король занял его сторону. В 1527 году во время коронации Фердинанда королём Чехии Ян из Рожмберка вместе со Зденеком Львом из Рожмиталя нёс корону Святого Вацлава. Однако пану из Рожмиталя вскоре удалось завоевать расположение Фердинанда и привлечь его на свою сторону в споре о рожмберкском наследстве. В апреле 1528 года Ян III со своими сторонниками прибыл в Прагу для участия в земском сейме, куда прибыл и Зденек Лев со своими приверженцами. На сейме король с согласия обеих конфликтующих сторон установил, что Ян III и его братья должны выплатить определённые суммы отступного лицам, указанным в завещании Петра IV, взамен чего эти лица отказывались от прав наследования рожмберкских земель. До выплаты указанных сумм причитавшиеся им по завещанию Петра из Рожмберка владения переходили к ним в залог. Несмотря на внушительный размер назначенных сумм, Рожмберки постепенно выплатили их в полном объёме: Зденек Лев из Рожмиталя получил от них 62 500 рейнских гульденов, Криштоф из Швамберка — 42 000, Ян Голицкий из Штернберка — 23 700. Последняя часть этих сумм была выплачена братьями в 1531 году.
К 1527 году братья признали Яна владаржем Рожмберкского дома, а в 1528 году между ними было заключено новое соглашение о дальнейшей судьбе семейных владений, в соответствии с которым Петр V получил в управление Тршебоньское панство, а в случае смерти Яна получал также Новоградское панство и половину рудников; все остальные владения после смерти Яна должны были отойти Йошту III. Соглашение содержало условие, по которому Петр и Йошт могли отчуждать что-либо из рожмберкских имений лишь по взаимному согласию. После этого между тремя братьями окончательно установились мир и согласие. В 1530 году Ян добровольно передал Йошту Крумлов.
Будучи сыном пана Вока II из Рожмберка, Ян III принадлежал к высшему аристократическому сословию Чешского королевства и являлся членом панского семейства, несколько веков фактически владевшего южной частью Чехии и когда то даже претендовавшего на чешский престол. Заняв фамильную должность владаржа Рожмберкского дома, Ян из Рожмберка получил право восседать на земских сеймах выше высочайших земских чиновников. Однако, в отличие от других чешских аристократов, Ян редко бывал при дворе и не стремился наезжать в рожмберкскую резиденцию в Праге, предпочитая ей Страконице и Крумлов.
Ян III из Рожмберка умер 29 февраля 1532 года и был погребён в семейной усыпальнице Рожмберков в Вишебродском монастыре.

## Описание герба
Известно три варианта герба Яна III из Рожмберка, использовавшиеся в разные периоды его жизни. Начало использования первого варианта датируется 1508 годом, когда Ян начал подписывать грамоты чешского приората вместе с генеральным приором Яном из Швамберка. Этот вариант герба включал в себя геральдический щит, разделённый на четыре поля. В 1 и 4 червлёных полях помещался серебряный лапчатый крест, а во 2 и 3 серебряных полях была изображена червлёная пятилистная рожмберкская роза с золотой завязью. Начиная с 1511 года Ян использовал следующий вариант герба: В 1 и 4 серебряных полях — червлёная пятилистная рожмберкская роза с золотой завязью, во 2 и 3 червлёных полях — серебряный геральдический крест. Над щитом помещалась жабья голова с червлёно-серебряным намётом, на нашлемнике — рожмберкская роза. Из оттиска печати, датированного 1531 годом, известен третий вариант герба: в 1 и 4 серебряных полях — червлёная пятилистная рожмберкская роза с золотой завязью, во 2 и 3 червлёных полях — серебряный мальтийский крест.